# Campeonato Mineiro de Futebol de 2024 - Módulo II
O Campeonato Mineiro de Futebol de 2024 - Módulo II foi a 30ª edição do Módulo II do Campeonato Mineiro de Futebol, organizado pela Federação Mineira de Futebol.
O campeonato equivale ao segundo nível na pirâmide do Futebol Mineiro, dando acesso à elite estadual para os dois times melhores colocados ao fim do campeonato. A competição está prevista para começar em 4 de maio e terminar em 31 de julho.

## Equipes participantes
| Equipe                             | Cidade          | Em 2023              | Estádio            | Capacidade | Títulos            |
| ---------------------------------- | --------------- | -------------------- | ------------------ | ---------- | ------------------ |
| Sport Club Aymorés                 | Ubá             | 6º                   | Afonso de Carvalho | 1.000      | 0 (não possui)     |
| Betim Futebol                      | Betim           | 3º                   | Arena Vera Cruz    | 1.800      | 0 (não possui)     |
| Boa Esporte Clube                  | Varginha        | 5º                   | Melão              | 15.471     | 2 (último em 2011) |
| Associação Atlética Caldense       | Poços de Caldas | 11º (Módulo I)       | Ronaldão           | 7.600      | 0 (não possui)     |
| Democrata Futebol Clube            | Sete Lagoas     | 12º (Módulo I)       | Arena do Jacaré    | 18 870     | 2 (último em 2022) |
| Esporte Clube Mamoré               | Patos de Minas  | 1º (Segunda Divisão) | Bernardo Queiroz   | 10.252     | 3 (último em 2014) |
| Nacional Atlético Clube            | Muriaé          | 9º                   | Soares de Azevedo  | 15.000     | 1 (em 1969)        |
| North Esporte Clube                | Montes Claros   | 8º                   | José Maria de Melo | 5.000      | 0 (não possui)     |
| Tupi Football Club                 | Juiz de Fora    | 10º                  | Mario Helênio      | 31.863     | 1 (em 2001)        |
| União Recreativa dos Trabalhadores | Patos de Minas  | 4º                   | Zamão              | 5.000      | 1 (em 2013)        |
| Valeriodoce Esporte Clube          | Itabira         | 2º (Segunda Divisão) | Israel Pinheiro    | 5.000      | 1 (em 1964)        |
| Varginha Esporte Clube             | Varginha        | 7º                   | Melão              | 15.471     | 0 (não possui)     |

## Primeira fase

### Grupo A
| Pos | Equipe             | Pts | J  | V | E | D | GP | GC | SG | Classificação ou descenso                |     | BET | AYM | VAL | NAC | DSL | TUP |
| --- | ------------------ | --- | -- | - | - | - | -- | -- | -- | ---------------------------------------- | --- | --- | --- | --- | --- | --- | --- |
| 1   | Betim Futebol      | 14  | 10 | 3 | 5 | 2 | 8  | 7  | +1 | Classificados para a Segunda Fase        |     | —   | 1–1 | 1–1 | 1–1 | 1–0 | 2–0 |
| 2   | Aymorés            | 13  | 10 | 3 | 4 | 3 | 9  | 9  | 0  | Classificados para a Segunda Fase        |     | 1–0 | —   | 1–0 | 1–1 | 0–0 | 2–0 |
| 3   | Valeriodoce        | 13  | 10 | 2 | 7 | 1 | 10 | 8  | +2 | Classificados para a Segunda Fase        |     | 0–0 | 1–1 | —   | 2–0 | 1–1 | 0–0 |
| 4   | Nacional de Muriaé | 12  | 10 | 2 | 6 | 2 | 14 | 11 | +3 |                                          |     | 0–1 | 3–1 | 4–4 | —   | 1–1 | 0–0 |
| 5   | Democrata-SL       | 12  | 10 | 2 | 6 | 2 | 9  | 6  | +3 |                                          | 1–1 | 1–0 | 0–1 | 1–1 | —   | 4–0 |     |
| 6   | Tupi               | 10  | 10 | 2 | 4 | 4 | 5  | 14 | −9 | Rebaixado para à Segunda Divisão de 2025 |     | 2–0 | 2–1 | 0–0 | 0–4 | 1–1 | —   |

### Grupo B
| Pos | Equipe      | Pts | J  | V | E | D | GP | GC | SG | Classificação ou descenso                |     | URT | NOR | MAM | CAL | VEC | BOA |
| --- | ----------- | --- | -- | - | - | - | -- | -- | -- | ---------------------------------------- | --- | --- | --- | --- | --- | --- | --- |
| 1   | URT         | 19  | 10 | 5 | 4 | 1 | 12 | 7  | +5 | Classificados para a Segunda Fase        |     | —   | 2–0 | 1–0 | 3–2 | 1–1 | 1–1 |
| 2   | North       | 18  | 10 | 6 | 0 | 4 | 9  | 6  | +3 | Classificados para a Segunda Fase        |     | 2–0 | —   | 1–0 | 1–0 | 1–0 | 3–1 |
| 3   | Mamoré      | 15  | 10 | 4 | 3 | 3 | 9  | 8  | +1 | Classificados para a Segunda Fase        |     | 0–0 | 1–0 | —   | 0–0 | 3–2 | 1–2 |
| 4   | Caldense    | 11  | 10 | 2 | 5 | 3 | 6  | 7  | −1 |                                          |     | 0–1 | 1–0 | 1–1 | —   | 1–0 | 0–0 |
| 5   | Varginha    | 8   | 10 | 1 | 5 | 4 | 7  | 10 | −3 |                                          | 1–1 | 1–0 | 0–1 | 0–0 | —   | 1–1 |     |
| 6   | Boa Esporte | 8   | 10 | 1 | 5 | 4 | 8  | 13 | −5 | Rebaixado para à Segunda Divisão de 2025 |     | 0–2 | 0–1 | 1–2 | 1–1 | 1–1 | —   |

## Segunda fase

### Grupo C
| Pos | Equipe        | Pts | J | V | E | D | GP | GC | SG | Promovido                                 |     | BET | URT | VAL |
| --- | ------------- | --- | - | - | - | - | -- | -- | -- | ----------------------------------------- | --- | --- | --- | --- |
| 1   | Betim Futebol | 7   | 4 | 2 | 1 | 1 | 9  | 7  | +2 | Finalista e promovido ao Módulo I de 2025 |     | —   | 2–2 | 3–1 |
| 2   | URT           | 5   | 4 | 1 | 2 | 1 | 8  | 7  | +1 |                                           |     | 2–3 | —   | 1–1 |
| 3   | Valeriodoce   | 4   | 4 | 1 | 1 | 2 | 5  | 8  | −3 |                                           | 2–1 | 1–3 | —   |     |

### Grupo D
| Pos | Equipe  | Pts | J | V | E | D | GP | GC | SG | Promovido                                 |     | AYM | NOR | MAM |
| --- | ------- | --- | - | - | - | - | -- | -- | -- | ----------------------------------------- | --- | --- | --- | --- |
| 1   | Aymorés | 7   | 4 | 2 | 1 | 1 | 6  | 4  | +2 | Finalista e promovido ao Módulo I de 2025 |     | —   | 3–1 | 2–0 |
| 2   | North   | 5   | 4 | 1 | 2 | 1 | 3  | 3  | 0  |                                           |     | 2–0 | —   | 0–0 |
| 3   | Mamoré  | 3   | 4 | 0 | 3 | 1 | 1  | 3  | −2 |                                           | 1–1 | 0–0 | —   |     |

### Final
Jogo de ida
| 27 de julho | Aymorés        | 1 – 0 | Betim Futebol | Estádio Affonso de Carvalho, Ubá                                               |
| 15:00       | Pedro Igor 49' |       |               | Público: 1 430 Renda: 34 320,00 Árbitro: MG Raphael Noeinstein de Araujo Alves |

Jogo de volta
| 31 de julho | Betim Futebol                        | 2 – 0 | Aymorés | Arena Vera Cruz, Betim                     |
| 19:00       | Klenisson 17' · Juninho Tardelli 75' |       |         | Árbitro: MG Murilo Francisco Misson Junior |